# Protazteca hendersoni
Protazteca hendersoni är en myrart som först beskrevs av Cockerell 1906.  Protazteca hendersoni ingår i släktet Protazteca och familjen myror. Inga underarter finns listade i Catalogue of Life.